# Juan Pérez de Tudela
Juan Pérez de Tudela y Bueso (Madrid, 26 de enero de 1922 - Ibidem., 24 de noviembre de 2004) fue un historiador americanista español, académico de la Real Academia de la Historia.

## Biografía

### Formación académica y actividad docente
Hijo de Juan Pérez de Tudela y de María Luisa Bueso. Su hermano Francisco de Asís estudió Derecho.
Concluyó sus estudios en la especialidad de Historia de América, licenciándose con premio extraordinario en 1949, en la Facultad de Filosofía y Letras de la Universidad Complutense de Madrid. Ahí comienza su carrera docente que se prolongará a lo largo de toda su vida.
Entre 1950 y 1953 desempeña su labor docente por medio del nombramiento como ayudante de clases prácticas en la misma Facultad. En 1953 obtiene el doctorado en Historia de América, con la defensa de su tesis doctoral "Las armadas de Indias y los orígenes de la política de colonización (1492-1505)". Entre 1954 y 1964 es profesor adjunto en dicha Facultad.
En 1956, Juan Pérez de Tudela fue contratado como colaborador del Instituto Gonzalo Fernández de Oviedo, -organismo que había sido creado en 1939 dentro del CSIC, con el fin de recoger la investigación de los americanistas españoles y extranjeros sobre la Historia de América-. Años antes había sido becario de investigación en ese mismo Instituto, y años después, en 1972, llegaría a ser su Director, desempeñando antes -entre 1960 y 1972- la Secretaría de ese instituto. En la década de los sesenta fue nombrado secretario de la Revista de la Universidad de Madrid, y a partir de 1972 director de la Revista de Indias, plaza que ocupó hasta 1980.
Entre 1965 y 1970 imparte clase en la Facultad de Ciencias Políticas y Económicas; y es e mismo año también se vincula con la Escuela de Estudios Antropológicos del Centro Iberoamericano de Antropología, hasta 1968, fecha de su desaparición.
Su vinculación con la Facultad de Filosofía y Letras de la Universidad Complutense de Madrid, llamada posteriormente de Geografía e Historia, comenzó como Vicesecretario (1967), prosiguió como Interventor (1972-1981) y coordinador de la Sección de Historia, y concluyó con su nombramiento como Director del Departamento de Historia Moderna (1986).
En 1947 se casó con María Teresa Velasco. De sus tres hijos, su hija Isabel es doctora en Filosofía y Letras por la Universidad Complutense, con la tesis "Infanzones y caballeros. Su proyección en la esfera nobiliaria castellano-leonesa (siglos XI-XIII)", dirigida por Salvador de Moxó.

### Producción científica
El profesor Pérez de Tudela se centró, fundamentalmente en tres líneas de investigación: la problemática y controversia lascasiana (de Bartolomé de las Casas), la vida y obra de Gonzalo Fernández de Oviedo y la figura de Cristóbal Colón.

### Asociaciones a las que perteneció
- Miembro Correspondiente de la Real Academia de la Historia, ingresando como Miembro de Número en 1974.
- Miembro del Consejo Nacional de Educación (1972-1978)
- Director del programa de investigación y publicaciones de España y América en la Edad Moderna para la Conmemoración Científica del V Centenario del Descubrimiento de América (1978-1987), desde donde publicaría las Colecciones Nueva Tierra y Nuevo Cielo, y Monumenta Hispano-Indiana.

## Publicaciones
- El horizonte teologal en el ideario de Las Casas (1975)
- Obras escogidas de Fray Bartolomé de Las Casas (1958)
- Colección Documental del Descubrimiento (1470-1506), obra en varios volúmenes (1994)
- De guerra y paz en las Indias (1999)